# 湯田友美
湯田友美（ゆだ ともみ、1985年5月28日 - ）は、日本の元陸上競技選手。専門は長距離走。
ニックネームは「湯田ちゃん」。
結婚後も湯田友美で活動を続け、第一子の長男が2020年に産まれる。

## 経歴
愛知県犬山市羽黒出身。犬山市立東小学校、犬山市立東部中学校を経て、愛知淑徳高等学校を卒業し、ワコールに入社した。
現役時代は全国女子駅伝等で活躍した。2007年開催の第25回全国女子駅伝の第2区で湯田が記録した29人抜きは、最多「ごぼう抜き」女子駅伝記録である（2009年第27回大会で兵庫の小林祐梨子（豊田自動織機）にタイ記録として並ばれたが、現在でも最多「ごぼう抜き」女子駅伝記録である）。第2区は、第1区から引き継いで混戦状態から激しく順位が入れ替わる序盤の重要な区間で、過去においてもしばしばごぼう抜きが見られた区間である。この大会で湯田は、34位から5位まで順位を上げ、当時中学3年生だった鈴木亜由子（日本郵政グループ）へ襷を繋いでいる。
2008年開催の第26回大会では京都府チームのメンバーとして同じく第2区を3位でタスキを受け、すぐに2位の静岡の高橋紀衣（スズキ）を交わし、更にラスト600mでトップを行く岡山の浦田佳小里（天満屋）を抜きトップに立ち、区間2位の記録でトップのままタスキを繋ぎ、京都チームの4連覇に大きく貢献した。湯田が京都チームに所属したこの年の京都チームの優勝タイム2時間14分58秒は、2013年開催の第31回大会にて神奈川チームが2時間14分55秒で優勝して抜かれるまで大会記録であった。現在でも京都チーム記録である。
毎年12月の全日本実業団対抗女子駅伝を目指して調整をしていたが、そこで力を出し切れず、いつも1月に調子が上がってくるため、「1月女」とよく呼ばれていた。
2010年3月1日、ワコール女子陸上部のHPにて現役引退。
引退後は、各種ランニングクラブでコーチとして所属し、市民ランナーにアドバイスを行ったり、ゲストランを精力的におこなったりしている。

### 主な成績
| 年月      | 大会                           | 種目      | 順位（タイム）                           | 備考       |
| --------- | ------------------------------ | --------- | ---------------------------------------- | ---------- |
| 2004年6月 | アジアジュニア陸上(マレーシア) | 1500m     | 銀メダル（4分24秒71）                    |            |
| 2004年6月 | アジアジュニア陸上(マレーシア) | 3000m     | 金メダル（9分30秒66）                    |            |
| 2004年7月 | 世界ジュニア陸上（イタリア）   | 3000m     | 4位（9分13秒69）                         |            |
| 2006年1月 | 第24回全国女子駅伝             | 2区       | 区間3位（12分39秒） 11人抜き             | 愛知県20位 |
| 2007年1月 | 第25回全国女子駅伝             | 2区       | 区間2位（12分30秒） 29人抜き（大会記録） | 愛知県10位 |
| 2007年3月 | 世界クロスカントリー選手権     | シニア8km | 54位（30分45秒）                         |            |
| 2007年6月 | 日本選手権                     | 5000m     | 4位                                      |            |
| 2008年1月 | 第26回全国女子駅伝             | 2区       | 区間2位（12分40秒）                      | 京都府優勝 |

## 人物
現役時代は、ロングの髪を高めに左右に2つに結んだツインテールのヘアスタイルにしていることが多かった。また、陸上競技選手の中では美人選手として有名だった。